# Nyssodrysternum nitidum
Nyssodrysternum nitidum es una especie de escarabajo longicornio del género Nyssodrysternum, tribu Acanthocinini, subfamilia Lamiinae. Fue descrita científicamente por Monné y Tavakilian en 2011.

## Descripción
Mide  milímetros de longitud.

## Distribución
Se distribuye por Guayana Francesa.